# グースバンプス 呪われたハロウィーン
『グースバンプス 呪われたハロウィーン』（グースバンプス のろわれたハロウィーン、Goosebumps 2: Haunted Halloween）は、2018年のアメリカ合衆国のホラー映画。監督はアリ・サンデル、出演はウェンディ・マクレンドン＝コーヴィ、マディソン・アイズマン、ジェレミー・レイ・テイラー、カリール・ハリス、クリス・パーネル、ケン・チョン、ジャック・ブラック。本作は2015年に公開された映画『グースバンプス モンスターと秘密の書』の続編であり、R・L・スタインのグースバンプスシリーズを原作としている。
なお、本作は日本国内で劇場公開されなかったが、2019年4月24日にDVDが発売された。

## ストーリー
架空の町、ウォーデンクリフ。ハロウィンの夜、ソニーとサムは廃屋で『ホーンテッド・ハロウィン』と題された草稿を発見した。その草稿はかつてその場所に住んでいた作家、R・L・スタインが執筆したものであった。2人が草稿を読んでしまったばかりに、封印されていたスラッピーが世界に飛び出してしまった。スラッピーは仲間のモンスターたちと共にハロウィンのお祭りを台無しにしようと画策していた。ソニーとサムはサラ（ソニーの姉）やスタインの手を借りて、スラッピーの企みを阻止すべくモンスター達へ立ち向かう。

## キャスト
※括弧内は日本語吹替
- ソニー・クイン: ジェレミー・レイ・テイラー（田谷隼）
- サム・カーター: カリール・ハリス（英語版）（伊東健人）
- サラ・クイン: マディソン・アイズマン（M・A・O）
- キャシー・クイン: ウェンディ・マクレンドン＝コーヴィ（小林さやか）
- ミスター・チュー: ケン・チョン（宮﨑聡）
- ウォルター: クリス・パーネル（英語版）（山岸治雄）
- R・L・スタイン: ジャック・ブラック（クレジットなし）（高木渉）
- 腹話術人形スラッピーの声: ミック・ウィンガート（英語版）（高木渉）
- タイラー・ミッチェル: ブライス・キャス
- トミー・マディガン: ペイトン・ウィッチ
- ハリソン校長: R・L・スタイン

## 製作
2015年9月2日、『グースバンプス モンスターと秘密の書』の続編を製作する企画が立ち上がったとの報道があった。2017年1月17日、前作の監督を務めたロブ・レターマンが続投することになったと報じられた。2月6日、ソニー・ピクチャーズは2018年9月21日に全米公開予定だった『モンスター・ホテル クルーズ船の恋は危険がいっぱい?!』の公開日を変更し、同日に本作を封切ると発表した。5月、本作のタイトルが『Goosebumps: HorrorLand』に決定した。6月、主演のジャック・ブラックの続投が発表された。
2017年11月、ロブ・リーバーが本作の脚本を担当することになったと報じられた。12月、レターマンが多忙を理由に本作の監督を降板し、後任にアリ・サンデルが起用された。12月、本作の全米公開日が2018年10月12日に延期された。2018年1月、本作のタイトルが『Goosebumps: Slappy's Revenge』に変更された。2月、マディソン・アイズマン、ジェレミー・レイ・テイラー、キャリール・ハリスの出演が決まった。3月、ケン・チョン、クリス・パーネル、ウェンディ・マクレンドン＝コーヴィがキャスト入りした。4月、本作のタイトルが『Goosebumps 2: Haunted Halloween』に変更された。

## 公開・興行収入
2018年7月11日、本作のファースト・トレイラーが公開された。9月20日、本作のセカンド・トレイラーが公開された。
本作は『ファースト・マン』と『ホテル・エルロワイヤル』と同じ週に封切られ、公開初週末に1600万ドル前後を稼ぎ出すと予想されていたが、その予想は的中した。2018年10月12日、本作は全米3521館で公開され、公開初週末に1580万ドルを稼ぎ出し、週末興行収入ランキング初登場4位となった。なお、この数字は前作の数字（2361万ドル）を下回るものであった。

## 評価
本作に対する批評家の評価は平凡なものに留まっている。映画批評集積サイトのRotten Tomatoesには47件のレビューがあり、批評家支持率は43%、平均点は10点満点で4.8点となっている。サイト側による批評家の見解の要約は「『グースバンプス 呪われたハロウィーン』は子供たちに多くのネタを提供しているが、娯楽性の高かった前作に比して面白さに欠ける。」となっている。また、Metacriticには17件のレビューがあり、加重平均値は54/100となっている。なお、本作のCinemaScoreはBとなっている。